# Latchezar Boyadjiev
Latchezar Boyadjiev (* 6. ledna 1959 Sofie) je sklářský výtvarník, který získal vzdělání na VŠUP v Praze a od roku 1986 žije v emigraci v USA.

## Život
Latchezar Boyadjiev se narodil v Sofii a absolvoval zde roční studium v ateliéru keramiky na Akademii výtvarných umění (1979). Díky výměnnému studentskému programu se dostal do Prahy, kde do roku 1985 studoval u prof. Stanislava Libenského na Vysoké škole uměleckoprůmyslové v Praze. Nepodařilo se mu však získat povolení k dalšímu pobytu v Praze a živit se jako výtvarník ve svobodném povolání. Po absolvování školy byl povolán k dvouleté vojenské službě v Bulharsku a čekala ho práce sklářského designéra v průmyslu. Proto roku 1986 emigroval spolu se svou českou manželkou a bulharským pasem přes Itálii do USA.
Na počátku pobytu v USA mu pomohl jeho spolužák z ateliéru Stanislava Libenského na VŠUP Lukáš Novotný, který emigroval do USA roku 1983. V letech 1990-1991 Boyadjiev vyučoval na The California College of Arts and Crafts v Oaklandu. Roku 1993 si otevřel vlastní ateliér v Oaklandu a přestěhoval se s rodinou na luxusní předměstí Marin v San Franciscu. V současnosti pracuje ve dvou vlastních studiích v San Rafael, kde má i rodinný dům. Vychovává 4 děti a je podruhé ženatý s úspěšnou bulharskou harfenistkou. Spolupracoval s českými sklářskými dílnami v oblasti Železného Brodu a své modely plastik vozil do České republiky, kde je realizovala firma Lhotský s.r.o. a sklárna Tomáše Málka a hotové odesílala do USA. V poslední době je schopen díla kompletně dokončit ve vlastní dílně v Kalifornii.

### Ocenění
- 1992 Award of Excellence, Juror's Award, International Art Competition, New York

## Dílo
Latchezar Boyadjiev absolvoval studium na VŠUP expresivní plastikou Hirošima, ale brzy tento směr tvorby opustil. Již koncem 80. let se začal zabývat komplikovanými strukturami, sestavenými z broušených a leštěných geometrických tvarů optického skla, které slepoval do prostorových kompozic. Byly často vytvořeny z čirého skla a vizuální efekt autor zesiloval přidáním barevných akcentů. Stal se velmi žádaným výtvarníkem a získal významné veřejné zakázky, mj. od starosty San Francisca nebo Marinské banky a tamní obchodní komory.
Roku 1997 vyměnil optické sklo za masivní jednobarevné bloky z hutního skla, z nichž vytváří skleněné plastiky vyzařující světlo zevnitř. Tato jeho tvorba evokuje estetická a procedurální pravidla přístupu k umění ve skle, která vstřebal v pražském ateliéru Stanislava Libenského. Jeho novátorský přístup mu umožňuje pracovat s transparentností negativního reliéfu skla tak, že vyvolává dojem malby v prostoru. Monochromní leštěné plochy, v nichž se snoubí ostře řezané tvary i ladné křivky, nechávají díky různým tloušťkám skleněných stěn vyniknout Torsům, zachyceným v dynamickém pohybu, postojích a gestech.

### Autorské výstavy (výběr)
- 1990, 1991, 1992, 1993, 1995 Christy Taylor Gallery, Boca Raton, Florida
- 1991, 1994, 1998 Compositions Gallery, San Francisco
- 1992, 1994, 1999 The Rachael Collection, Aspen
- 1993, 1996 Galerie L, Hamburg
- 1993 Riley Hawke Galleries, Columbus and Cleaveland
- 1994 Vespermann Gallery, Atlanta
- 1996 Art Glass Centre International, Shalkwijk
- 1996 Merril Chase, Gallery Lara, Chicago
- 1999, 2003 Habatat Galleries, Chicago
- 2000, 2006 Habatat Galleries, Boca Raton
- 2001 Habatat Galleries, Pontiac
- 2002, 2006 Sandra Ainsley Gallery, Toronto
- 2004, 2006 Davis and Cline Gallery, Ashland
- 2006/2007 Hawk Galleries, Columbus